# 白行順
白行順（1421年—1483年），字致和，陝西延安府綏德州清澗縣人，明朝政治人物。

## 生平
正统六年（1441年）中舉，翌年會試不第，再發奮攻讀。正統十三年（1448年）戊辰科第二甲第四十三名進士。选庶吉士。成化元年（1465年）任山西太原府知府，歷官山東濟南府知府。成化十九年（1483年）卒，葬於全禮萬原（今高傑村鄉都堂原）。

## 家族
曾祖白安甫，祖白時胤，父白亨，嫡母高氏（封安人）；生母李氏。白行中是白行顺的同母异父弟。